# Kapitan Borchardt
Pour les articles homonymes, voir Najaden.
Le Kapitan Borchardt (ou SV Kapitan Borchardt) est une goélette à trois mâts polonaise, à coque acier, construit en 1918 sur le chantier naval de J. Papje à Waterhuizen aux Pays-Bas.
Anciennement sous pavillon suédois, sous le nom de Najaden, le voilier est acheté par une société polonaise en 2011. Il participe aux rassemblements maritimes régionaux comme les Tall Ships' Races.

## Historique
La goélette, construite aux Pays-Bas sur les chantiers J.J. Pattje & Zoon Waterhuizen, a été lancée en 1918 sous le nom de Nora pour servir de cargo pour le cabotage, fonction que le navire occupera jusqu'en 1989. Elle changea de nombreuses fois de propriétaire et de port d'attache et a porté successivement divers noms : Nora, Harlingen, Moewe, Vadder, Gerrit, In Spe, Utskar.
En 1934, le navire a sa proue détruite lors d'une collision sur la Tamise avec un bateau à moteur néerlandais : Le Pinguin.
Durant de la Seconde Guerre mondiale, le navire sert à la Kriegsmarine comme bateau d'entraînement pour l'école d'U-Boot située à Gdynia. À la fin de la guerre le navire a été remorqué à Travemude en 1945.
Entre 1983 et 1989, elle subit une restauration générale pour être convertie en voilier de croisières sous le nom de Najaden,. Dotée de 14 cabines la goélette navigue sous pavillon suédois, elle est basée à Stockholm. Durant cette périodes des croisières sont organisées en mer Baltique à partir d'avril jusqu'en octobre. Il transporte 80 passagers maximum à la journée et 24 en croisière.
Le 30 août 2011, le Najaden part de Nynashamn en Suède, pour rejoindre son nouveau propriétaire la société Skłodowscy Yachting sous pavillon polonais. Il est baptisé Kapitan Borchardt le 8 octobre 2011, dans la ville de Gdańsk, son nouveau port d'attache.
Avec un équipage permanent de 8 personnes, ce voilier-école peut emmener jusqu'à 32 cadets. Il participe à diverses manifestations dont les Tall Ships' Races organisés par la Sail Training International, en classe B, comme en 2013 et 2017 en mer Baltique.
|                       |
| Le Kapitan Borchardt. |

|             |
| Brest 2016. |